# کورسرا
کورسِرا (به انگلیسی: Coursera) یک شرکت فناوری آموزشی انتفاعی تأسیس‌شده توسط استادان علوم رایانه، اندرو اِنجی و دافنی کالر از دانشگاه استنفورد است و در مانتین ویو، کالیفرنیا واقع است. این شرکت اخیراً ۱۶ میلیون سرمایه‌گذاری خطرپذیر دریافت کرده‌است، آخرین سرمایه‌گذاری خطر پذیر در سال ۲۰۱۷ به ارزش ۶۴ میلیون بوده‌است. در ژانویه ۲۰۱۴ مرجع تنظیم مقررات آمریکا دانشگاه‌ها و شرکت‌های این کشور را از ارائه خدمات کلاس‌های آنلاین از جمله کلاسهای کورسرا را به دانشجویان ایرانی
، کوبایی و سودانی منع کرده‌است
. هرچند با استفاده از یک پروکسی مثل تور (سامانه نرم‌افزاری) می‌توان آن‌ها را مشاهده کرد.
کورسرا مأموریت خود را امکان دسترسی همه افراد به بهترین دوره‌های آموزشی در سراسر دنیا اعلام کرده‌است. این پلتفرم آموزشی بر مبنای بستر اینترنت با دانشگاه‌های برتر دنیا همکاری می‌کند و استادان به تدریس دوره‌ها می‌پردازند. صدها دانشگاه برتر با این وب سایت همکاری می‌کنند و دوره‌های آکادمیک گوناگونی را ارائه می‌نمایند.
یکی از مزیت‌های اصلی که سایت کورسرا دارد این است که محتواهای تولید شده تعاملی بوده و فراگیران می‌توانند از طریق سامانه آموزش مجازی با استاد دوره در هر کجای دنیا ارتباط بگیرند یا با دیگر فراگیرانی که هر کدام از کشورهای مختلف در دوره شرکت کرده‌اند به مشارکت و بحث بپردازند.
در کورسرا علاوه بر  امکان پرداخت هزینه و شرکت در دوره، امکان استفاده رایگان از دوره برای دانشجویانی که امکان پرداخت ندارند امکان پذیر است. برای این کار باید دو متن حداقل به طول 150 کلمه در قسمت مربوط بنویسید.

## درسها
- اتوماتا جفری آلمن
- مکانیک و محاسبه کوانتوم اومش وزیرانی